# Grönvide
Grönvide (Salix phylicifolia) är en buske i familjen videväxter. Bladen är fina, blanka och höggröna på översidan, undersidan är blekt blågrön. Den kan bli upp till ett par meter hög.

## Förväxlingsnamn
Det grönvide som dialektalt förekommer i Skåne avser dock Salix myrsinifolia (synonym Salix nigricans) som på riksspråk kallas svartvide.